# محمد صالح منتوري
محمد صالح منتوري ، من مواليد 9 أبريل 1940 في حماة، قسنطينة ( الجزائر ) وتوفي في 4 سبتمبر 2010 في الجزائر العاصمة ، هو سياسي جزائري ، ووزير العمل والشؤون الاجتماعية ثم وزير الصحة والشؤون الاجتماعية.

## الحقائب الوزارية
- الحكومة الإبراهيمي الأول (من 22 يناير 1984 إلى 18 فبراير 1986) : وكيل وزارة الرياضة لوزير الشباب والرياضة
- حكومة الإبراهيمي الثاني (من 9 فبراير 1986 إلى 9 نوفمبر 1988 ) : وكيل وزارة الرياضة لوزير الشباب والرياضة
- الحكومة الغزالي الأول (من 18 يونيو 1991 إلى 16 أكتوبر 1991) : وزير العمل والشؤون الاجتماعية
- الحكومة Ghozali II (من 16 أكتوبر 1991 إلى 22 فبراير 1992 ) : وزير الصحة والشؤون الاجتماعية